# Epacris glabella
Epacris glabella är en ljungväxtart som beskrevs av S.J. Jarman. Epacris glabella ingår i släktet Epacris och familjen ljungväxter. Inga underarter finns listade i Catalogue of Life.